# 4486 Mithra
Mithra (asteroide 4486, com a designação provisória 1987 SB) é um asteroide cruzador de Marte. Possui uma excentricidade de .6629060946957991 e uma inclinação de 3.0397º.
Este asteroide foi descoberto no dia 22 de setembro de 1987 por Eric Walter Elst e Vladimir Shkodrov.